# Alfred Cottin

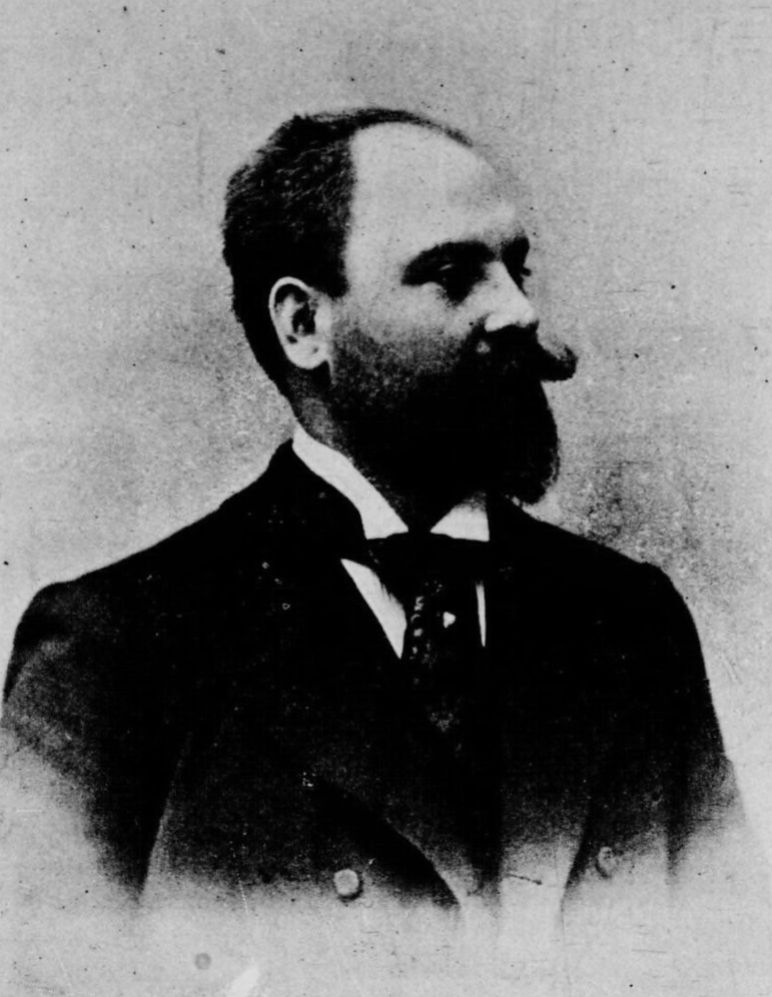
Fotografie von Alfred Cottin erschienen im Jahrbuch der Künstler und der dramatischen und musikalischen Lehre 1898

Alfred Cottin (* 21. Dezember 1863 in Paris; † 18. Januar 1923 ebenda) war ein französischer Gitarrist und Komponist.

## Leben
Über Cottins Leben ist wenig bekannt. Er war ein Pariser Ingenieur, Komponist und Liebhaber der Gitarre. Gemeinsam mit seinem Bruder Jules Cottin (1868–1922) studierte er Gitarre bei Jacques Bosch in Paris. Er komponierte einige Stücke und konzertierte in Paris. Auch leitete er ein Pariser Mandolinenensemble. Er spielte auf einer Torres-Gitarre. Als Francisco Tárrega in Paris auftrat, oblag Cottin die Organisation. Tárrega widmete ihm sein Werk Recuerdos de la Alhambra. Es ist umstritten, ob Tárrega ihn unterrichtet hat.
Cottin schrieb eine Reihe leichterer Stücke für Gitarre solo, die u. a. im Selbstverlag in vier Alben à fünf bis zwölf Stücke erschienen, ferner mehrere Duos und mindestens ein Trio für drei Gitarren. Darüber hinaus schrieb er zahlreiche Werke für Mandoline, häufig in Duos oder Trios mit Gitarre und Klavier.